# Оптикомиелит
Оптикомиелитът (ОМ), Neuromyelitis optica, Оптичен невромиелит (ОНМ), известен още и като болест на Девик или синдром на Девик, е автоимунно възпалително заболяване, при което собствената имунна система атакува оптичния нерв и гръбначния мозък. Това води до асептично възпаление на очния нерв (очен неврит) и на гръбначния мозък (миелит). Въпреки че, възпалителния процес може да засегне и главния мозък, лезиите се различават от тези наблюдавани при сходното заболяване множествена склероза (МС). Тези лезии по гръбначния мозък са причина за различна степен на мускулна слабост или парализа на краката и ръцете, загуба на сетивност (включително слепота) и/или дисфункция на пикочния мехур и червата.
Оптикомиелитът е болестно състояние, което наподобява МС по много начини, но изисква различно лечение за постигането на оптимални резултати. ОМ може да се разглежда и като вариант на острия дисеминиран енцефаломиелит. Вероятната мишена на атака от страна на имунната система, идентифициран при някои пациенти с ОМ, е протеин срещан в клетките на нервната система наречен аквапорин 4.

## Патофизиологичен механизъм
ОМ наподобява МС по това, че собствената имунна система атакува миелина, обграждащ нервните клетки. За разлика от стандартната МС имунния конфликт не се медиира от T-лимфоцитите на клетъчния имунитет, а от антитела на хуморалния имунитет, наречени ОМ-имуноглобулин G (ОМ-IgG), или просто ОМ-антитела. Тези антитела са насочени срещу протеина аквапорин 4, който се среща в мембраните на астроцитите и изпълнява транспортна функция през мембраната. Аквапорин 4 се открива в израстъците на астроцитите, които обкръжават кръвно-мозъчната бариера, предпазваща от преминаването на компоненти от кръвната плазма в мозъка. Кръвно-мозъчната бариера е отслабена при ОМ, но не е известно как ОМ-IgG опосредстваният отговор води до демиелинизация.
Голяма част от изследването на ОМ е съсредоточено върху патологията на гръбначния мозък. Пораженията върху него варират от възпалителна демиелинизация до некротична увреда на бялото и сивото мозъчно вещество. Лезиите при ОМ се реализират като имунни реакции тип II (комплемент-медиирана демиелинизация), но се различават от тип II лезиите при МС по своето разпространение с кръвната циркулация.

## Клинични симптоми
Основните симптоми при ОМ са смущения и загуба в зрителната и гръбначно-мозъчната функция. Както и при други състояния, свързани с оптичен неврит, зрителните нарушения се изразяват в намалена зрителна острота, смущения в зрителното поле и нарушено цветно зрение – както изолирани, така и в симптомокомплекс. Дисфункцията на гръбначния мозък е свързана с мускулна слабост, намалена сензитивност, загуба на контрол над уринирането и дефекацията. В класическия случай пациентът с ОМ има остри и тежки спастични пристъпи на слабост в краката (парапареза) или на четирите крайника (тетрапареза), често придружени със загуба на контрол на уринирането.

## Диагностициране
Методите на изследване и доказване на ОМ включват пълен неврологичен и офталмологичен статус, периметрия, кръвни имунологични проби и магнитно-резонансна томография. През 2006 г. са предложени набор от критерии за ОМ. Според приетия стандарт за поставяне на диагноза е необходимо наличието на два абсолютни критерия и два от три подкрепящи критерия:
- Абсолютни критерии:

1. Очен неврит.
2. Остър миелит.

- Подкрепящи критерии:

1. Липса на МС – при магнитно-резонансна томография на мозъка не се установяват белези за МС.
2. При магнитно-резонансна томография на гръбначния мозък има аномалии в три или повече сегмента, относително голяма лезия.
3. Серопозитивен статус по отношение на ОМ-IgG.

## Лечение
Към настоящия момент не е известно етиологично или патофизиологично лечение за ОМ. Симптомите могат да бъдат лекувани, но рецидиви са възможни, защото симптоматичното лечение само забавя болестта. Някои пациенти се възстановяват, но много остават с увреждания на зрението и крайниците, при това нерядко тежки.

### Кризи
При рецидив терапията включва висока доза интравенозни кортикостероиди като метилпреднизолон. Ако редидивът не се повлиява от кортикостероидите може да се прибегне до плазмафереза. Клиничните проучвания за тази терапия са малко и не особено добре контролирани.

### Превенция на рецидивите
Много клиницисти изказват мнението, че продължителната имуносупресия е благоприятна за намаляване на честотата и остротата на пристъпите, докато не по-малко други са на противоположното мнение. Често използваните имуносупресори включват азатиопрен (Imuran®) плюс преднизон, микофенолат мофетил плюс преднизон, Ритуксимаб, Митоксантрон, интравенозни имунуноглобулини и циклофосфамид. Моноклоналното антитяло Rituximab е в процес на изследване. През 2007 г. е установено, че ОМ се повлиява от глатирамер ацетат, както и от кортикостероиди в ниски дози.